# 顧仁
顧仁（？—1655年），江南鎮江府丹徒縣（今江蘇省鎮江市）人，清朝初年政治人物。

## 生平
顺治四年（1647年），登进士，授寶慶府推官。后改任刑部主事。顺治十二年（1655年），任順天巡按御史。因索贿下狱论死。